# Caterina Secco Gonzaga

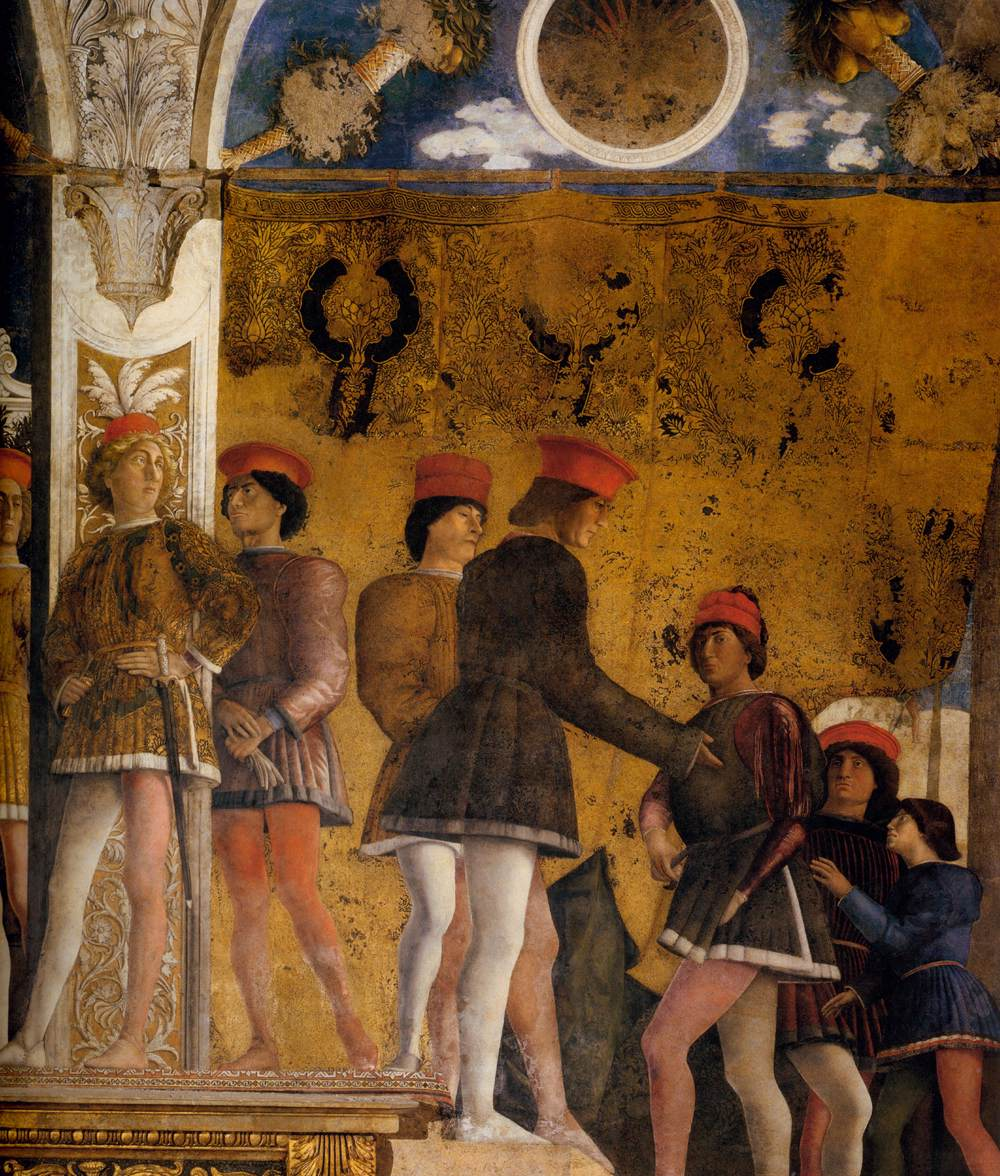
Andrea Mantegna, Camera degli Sposi, particolare.

Caterina Gonzaga Secco (Mantova, 1434 circa – 1495 circa) è stata una nobile italiana.

## Biografia
Fu la figlia naturale di Ludovico II Gonzaga, secondo marchese di Mantova.
Nel 1451 sposò Francesco Secco, consigliere e confidente del padre, dal quale ebbe una figlia Paola, che maritò Marsilio Torelli, conte di Montechiarugolo.
Ebbe una vita travagliata a causa delle vicende del marito e quando questi cadde in disgrazia a causa dei contatti avuti con la casata nemica di Lorenzo de' Medici, nel 1491 Caterina intervenne a favore del marito presso i Gonzaga ma fu bandita. Francesco II Gonzaga allora intervenne operando la confisca di tutti i beni che il marito Francesco, fuggendo, le aveva affidato.
Caterina potrebbe essere stata rappresentata, cieca da un occhio, da Andrea Mantegna nella celebre Camera degli Sposi: si tratterebbe dell'ultimo personaggio sulla destra, in abito blu.

## Ascendenza
|                        |   |                        | Genitori              |  |  | Nonni |  |  | Bisnonni            |  |  | Trisnonni           |  |
|                        |   |                        |                       |  |  |       |  |  | Francesco I Gonzaga |  |  | Ludovico II Gonzaga |  |
|                        |   |                        |                       |  |  |       |  |  | Francesco I Gonzaga |  |  | Ludovico II Gonzaga |  |
|                        |   | Alda d'Este            |                       |  |  |       |  |  | Francesco I Gonzaga |  |  |                     |  |
| Gianfrancesco Gonzaga  |   |                        |                       |  |  |       |  |  | Francesco I Gonzaga |  |  |                     |  |
|                        |   | Margherita Malatesta   | Galeotto I Malatesta  |  |  |       |  |  |                     |  |  |                     |  |
|                        |   | Margherita Malatesta   | Galeotto I Malatesta  |  |  |       |  |  |                     |  |  |                     |  |
|                        |   | Margherita Malatesta   | Gentile da Varano     |  |  |       |  |  |                     |  |  |                     |  |
| Ludovico II Gonzaga    |   | Margherita Malatesta   |                       |  |  |       |  |  |                     |  |  |                     |  |
|                        |   | Malatesta IV Malatesta | Pandolfo II Malatesta |  |  |       |  |  |                     |  |  |                     |  |
|                        |   | Malatesta IV Malatesta | Pandolfo II Malatesta |  |  |       |  |  |                     |  |  |                     |  |
|                        |   | Malatesta IV Malatesta | Paola Orsini          |  |  |       |  |  |                     |  |  |                     |  |
| Paola Malatesta        |   | Malatesta IV Malatesta |                       |  |  |       |  |  |                     |  |  |                     |  |
|                        |   | Elisabetta da Varano   | Rodolfo II Da Varano  |  |  |       |  |  |                     |  |  |                     |  |
|                        |   | Elisabetta da Varano   | Rodolfo II Da Varano  |  |  |       |  |  |                     |  |  |                     |  |
|                        |   | Elisabetta da Varano   | Camilla Chiavelli     |  |  |       |  |  |                     |  |  |                     |  |
| Caterina Secco Gonzaga |   | Elisabetta da Varano   |                       |  |  |       |  |  |                     |  |  |                     |  |
|                        | … | …                      |                       |  |  |       |  |  |                     |  |  |                     |  |
|                        | … | …                      |                       |  |  |       |  |  |                     |  |  |                     |  |
|                        | … | …                      |                       |  |  |       |  |  |                     |  |  |                     |  |
| …                      | … |                        |                       |  |  |       |  |  |                     |  |  |                     |  |
|                        |   | …                      | …                     |  |  |       |  |  |                     |  |  |                     |  |
|                        |   | …                      | …                     |  |  |       |  |  |                     |  |  |                     |  |
|                        |   | …                      | …                     |  |  |       |  |  |                     |  |  |                     |  |
| …                      |   | …                      |                       |  |  |       |  |  |                     |  |  |                     |  |
|                        |   | …                      | …                     |  |  |       |  |  |                     |  |  |                     |  |
|                        |   | …                      | …                     |  |  |       |  |  |                     |  |  |                     |  |
|                        |   | …                      | …                     |  |  |       |  |  |                     |  |  |                     |  |
| …                      |   | …                      |                       |  |  |       |  |  |                     |  |  |                     |  |
|                        |   | …                      | …                     |  |  |       |  |  |                     |  |  |                     |  |
|                        |   | …                      | …                     |  |  |       |  |  |                     |  |  |                     |  |
|                        |   | …                      | …                     |  |  |       |  |  |                     |  |  |                     |  |
|                        |   | …                      |                       |  |  |       |  |  |                     |  |  |                     |  |